# ユゼス
ユゼス （Uzès）は、フランス、オクシタニー地域圏、ガール県のコミューン。

## 地理
ユゼスは32km北西のアルル、40km東のアヴィニョン、そして25km南のニームを結んで形成される三角形の中に位置する。まちはブドウ畑、オリーブ畑、そしてギャリグに囲まれている。
まちはウールの泉のある小さな谷を見下ろしている。ローマ時代にウールの水源はニームに供給されていた。水は、50kmにも及ぶ水道橋、ポン・デュ・ガールによって都市へもたらされていた。

## 交通
交通網から遠く離れ、ユゼス駅はまちの中心から約1.5kmの西側にある丘陵にあったが、現在は廃止されている。しかしまちはニーム、アレス、アヴィニョンやルムーランからのバス路線が通じている。

## 歴史

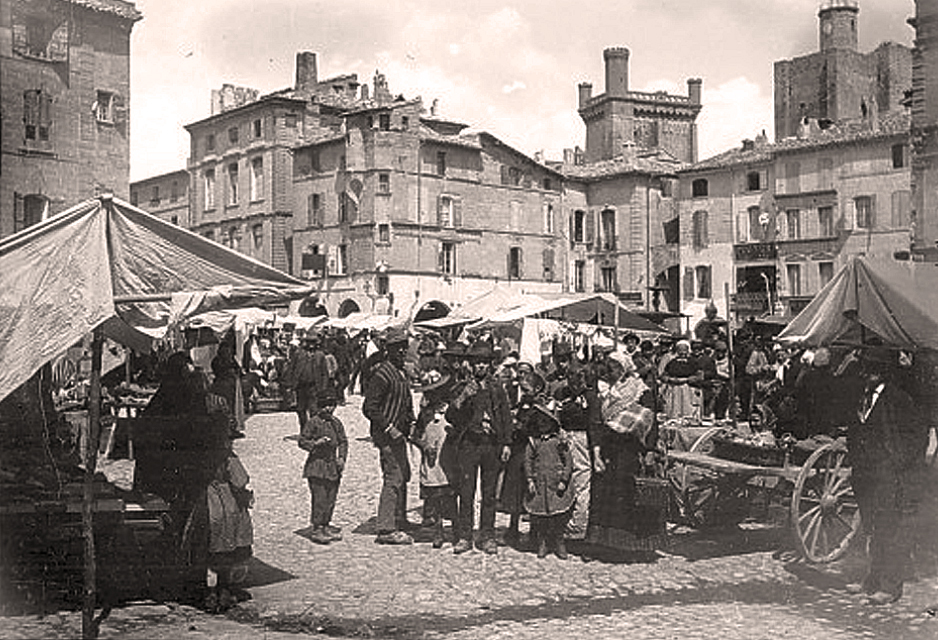
1890年に撮影されたユゼスの朝市

ユゼスの誕生は、ウールの泉からニームへと水を供給したポン・デュ・ガールの建設と一致する。ユゼスには5世紀からフランス革命まで、カトリックの司教座が置かれていた。司教座は1817年のコンコルダートで廃止された。続いて子爵領、1486年には伯爵領となり、1565年には公爵領となった。まちはユグノー戦争とカミザールの乱に巻き込まれている。
1795年から1800年、まちはサン＝フィルマンという、1793年の国勢調査で人口187人の集落を併合していた。革命時代にサン＝フィルマンは一時的にフィルマン＝レジュゼス（Firmin-les-Uzés）と改名していた。ユゼス自身も名称が変えられ、ユゼス＝ラ＝モンターニュ（Uzès-la-Montagne）と呼ばれていた。1800年から1926年までユゼスは郡庁所在地となっていた。

## 経済
ドイツの食品会社ハリボーの工場がある。スペインカンゾウ栽培文化が一帯で広まっている。

## 史跡
ユゼスは芸術と歴史のまちに指定され、16世紀や18世紀の見事なファサードや大邸宅のある中心部はよく保存されている。狭い石畳の通りは中世に遡る。エルブ広場は、プラタナスの木陰、アーケードを持つ住宅に囲まれ、真ん中には噴水が置かれている。
- ユゼス城[1]   - 他に類を見ない封建時代の3つの塔を備える。多様な様式を備えた複合建築
- サン＝テオドリ聖堂 - 17世紀から19世紀。ロマネスク様式の塔を備える。
- 新教教会 - ユグノー戦争中、ユゼスにある教会10箇所が破壊された。当時のユゼスはフランス王国第5のユグノー都市であった。17世紀に廃墟から再建されたが、この時代のユグノーたちは投獄やガレー船の漕ぎ手に強制徴用されるのを恐れて信仰を隠した。

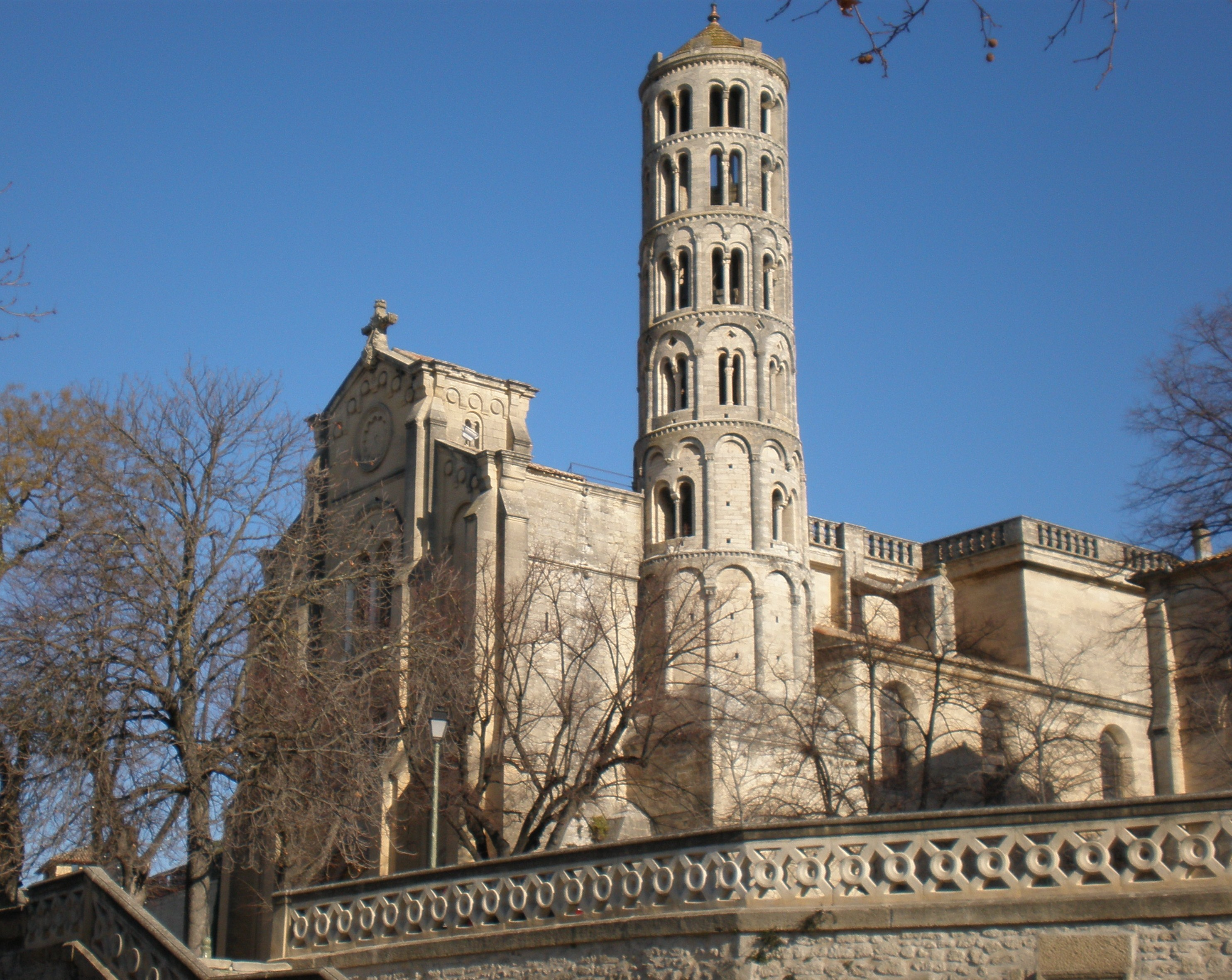
聖堂とフェヌストレーユの塔
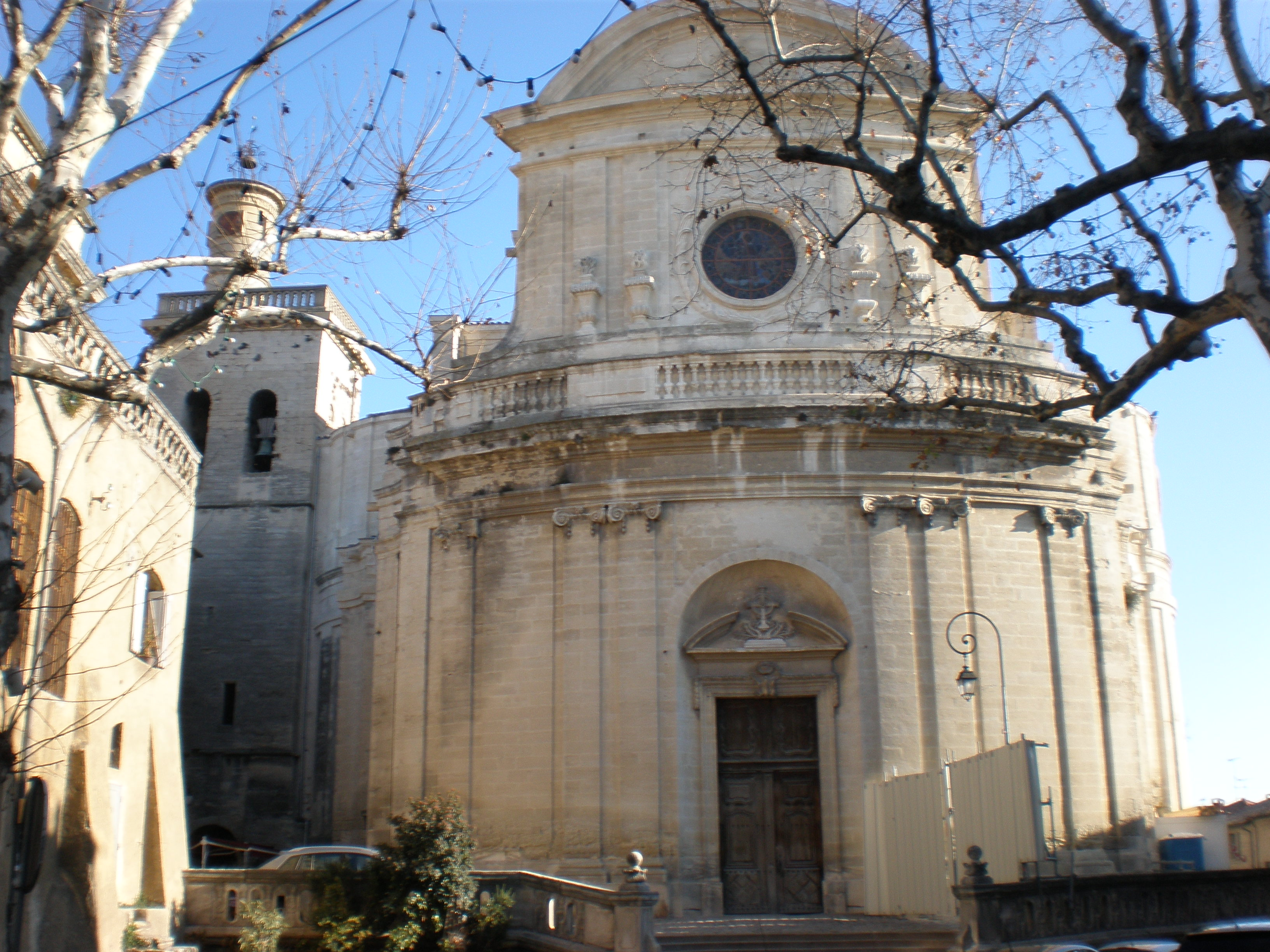
サンテティエンヌ教会
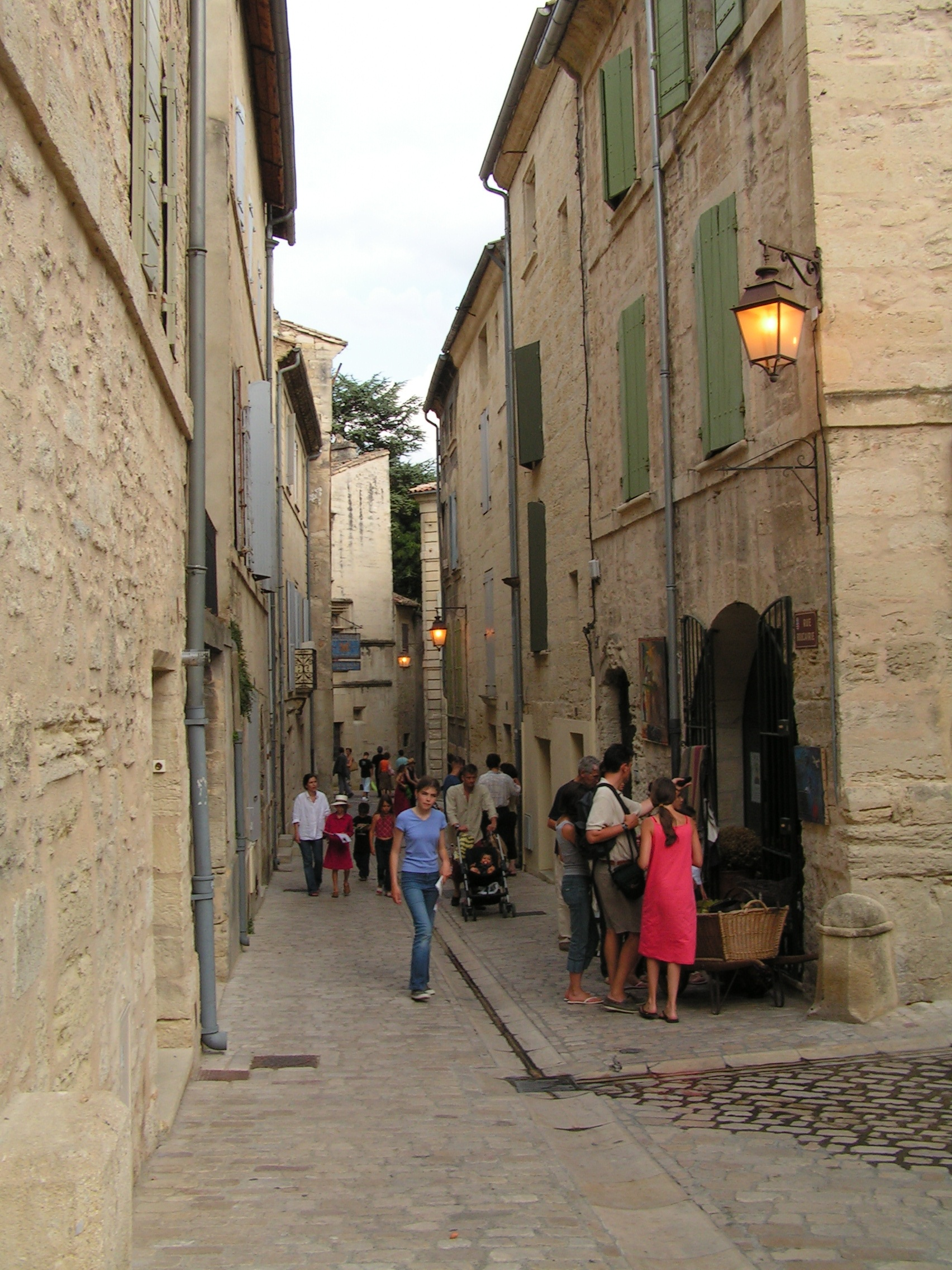
狭い通り

## 人口統計
| 1962年 | 1968年 | 1975年 | 1982年 | 1990年 | 1999年 | 2009年 |
| ------ | ------ | ------ | ------ | ------ | ------ | ------ |
| 5649   | 6851   | 7078   | 7525   | 7649   | 8007   | 8339   |

参照元:1962年までEHESS、1968年からINSEE

## 出身者
- モーズ・シャラス - 薬学者。
- フランソワ＝ポール・ブリュイ - 海軍軍人。
- フェルディナン・ロワベ - 画家。